# The Rolling Stones: Havana Moon
The Rolling Stones: Havana Moon è un film concerto dei Rolling Stones, diretto da Paul Dugdale. Havana Moon fu girato il 25 marzo 2016 a L'Avana, Cuba. Il film è la registrazione di un concerto all'aperto gratuito organizzato dalla band presso il complesso sportivo Ciudad Deportiva de la Habana, a cui parteciparono circa 700.000 fan. Inoltre, lungo il perimetro del complesso c'erano altre 500.000 persone che cercavano di entrare o erano lì semplicemente per sentire la musica. Fu la prima volta che una band rock si esibì a Cuba con una folla così numerosa, battendo il precedente record del cantante italiano Zucchero Fornaciari che cantò di fronte a quasi 70.000 spettatori nel 2012. L'11 novembre 2016 il film è stato rilasciato in formati multipli. 

## Produzione

### Sviluppo
Il concerto fu suggerito dall'avvocato Gregory Elias al manager dei Rolling Stones, Joyce Smyth, durante una telefonata il 13 novembre 2015. Elias suggerì agli Stones di esibirsi ad un concerto gratuito a Cuba, di cui luiavrebbe coperto i costi. Smyth rispose: "Bene, quella è  sicuramente una proposta unica". Il concerto fu finanziato dall'organizzazione benefica di Elias, Fundashon Bon Intenshon. Si ipotizzava che la mossa da parte di Elias avesse motivazioni politicamente, alla quale rispose in una dichiarazione che voleva solo fare qualcosa di buono per il popolo cubano e che non aveva alcuna relazione commerciale nel Paese.  
Il concerto fu programmato per diversi mesi prima del suo annuncio pubblico mentre la band era in tour in Sud America nel 2016, intitolato América Latina Olé Tour 2016. Il manager della band, Joyce Smyth, e Concerts West lavorarono a lungo con il governo cubano per l'approvazione dello spettacolo, poiché quest'ultimo ha ancora il controllo su tutto ciò che i suoi cittadini ascoltano. L'embargo su Cuba si rivelò una sfida tecnica per lo staff poiché dovettero spedire tutte le loro attrezzature dal Belgio e non poterono fare affidamento sulle infrastrutture locali.  

### Ritardi
Il concerto si tenne 5 giorni  dopo che il presidente Barack Obama ebbe visitato Cuba, prima volta in cui un presidente degli Stati Uniti in carica ha visitato la nazione insulare da quando il trentesimo presidente degli Stati Uniti, Calvin Coolidge, visitò la nazione 88 anni prima, nel 1928.
Lo spettacolo era originariamente previsto per il 20 marzo 2016. Tuttavia, dopo l'annuncio che il presidente Barack Obama sarebbe arrivato lo stesso giorno, si sollevarono preoccupazioni e si decise di rimandare il concerto al 25 marzo 2016. Poco prima della data riprogrammata del concerto, Papa Francesco tentò di rimandarlo nuovamente, chiedendo che la band suonasse in un secondo momento, poiché il concerto era previsto per il 25 marzo 2016, che era il Venerdì Santo, una festa cristiana importante e solenne. Il Vaticano suggerì anche che la band ritardasse l'inizio del loro concerto fino a mezzanotte per evitare il giorno santo. Tuttavia, gli Stones decisero di suonare il concerto nella data e all'ora originariamente programmate. 

### Eventi
Prima dello spettacolo, la band fu ospite d'onore presso l'ambasciata britannica a Cuba, che tenne un incontro il 24 marzo 2016 per circa 200 persone, molti dei quali erano musicisti cubani. I Rolling Stones avviarono anche un'iniziativa benefica "da musicista a musicista" in cui gli strumenti musicali furono donati dai principali fornitori di strumenti a musicisti cubani di tutti i generi.

### Distribuzione del film e colonna sonora
Havana Moon ebbe una première limitata di una notte in oltre mille teatri a livello internazionale il 23 settembre 2016. Il film debuttò in televisione negli Stati Uniti sul servizio premium televisivo Starz il 22 gennaio 2017. La colonna sonora del film fu pubblicata su iTunes Store  e il servizio di streaming musicale Spotify  l'11 novembre 2016. Il film fu distribuito su DVD, Blu-ray, DVD + 2CD, Bluray +2 CD. DVD + 3LP, video digitale e audio digitale.

## Accoglienza
Il concerto stesso vide la partecipazione di oltre 700.000 fan, oltre alle 500.000 persone sul perimetro del complesso sportivo che tentavano di entrare o erano lì semplicemente per sentire la musica,. e segnò la prima volta che una band rock straniera si esibì in un concerto all'aperto a Cuba di fronte ad una folla di quelle dimensioni, battendo il precedente record del cantante italiano Zucchero Fornaciari che si esibì ad una folla di quasi 70.000 spettatori nel 2012.
Il film fu accolto positivamente dalla critica e da moltissime pubblicazioni, tra cui il The New York Times, The Guardian, Rolling Stone e The Daily Telegraph. Il New York Times scrisse che "I Rolling Stones hanno fatto una performance splendida". The Guardian affermò che lo show fu "spettacolare e storico", con il Daily Express che condivise un simile giudizio definendolo un concerto "storico". Rolling Stone elogiò il concerto, dicendo che "non fu ordinario" ed ebbe un impatto significativo sulla musica a Cuba.

## Scaletta
Testi e musiche di Mick Jagger, Keith Richards.
1. Jumpin' Jack Flash
2. It's Only Rock 'n Roll (But I Like It)
3. Tumbling Dice
4. Out of Control
5. All Down the Line
6. Angie
7. Paint It Black
8. Honky Tonk Women
9. You Got the Silver
10. Before They Make Me Run
11. Midnight Rambler
12. Miss You
13. Gimme Shelter
14. Start Me Up
15. Sympathy for the Devil
16. Brown Sugar
17. You Can't Always Get What You Want
18. (I Can't Get No) Satisfaction